# ヤン・マテイコ美術アカデミー
ヤン・マテイコ美術アカデミー（ヤン・マテイコびじゅつアカデミー、略称ASP 波: Akademia Sztuk Pięknych im. Jana Matejki w Krakowie）（アカデミア・シュトゥク・ピェンクヌフ・フ・クラコヴィエ・イミェニョ・ヤナ・マテイキ）は、ポーランド国クラクフの都心部にある高等教育機関。1818年に創立され1873年に完全自主権を得た、ポーランドで最も歴史のある美術学校である。旧称はクラクフ美学校。
5年および6年の修士課程をもつ国立大学であり、2007年時点の教授と助教授は94名、博士147名を数えた。

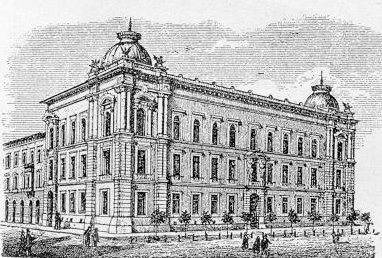
〈クラクフ美学校〉と呼ばれた頃のアカデミー（19世紀、銅版画）

## 沿革

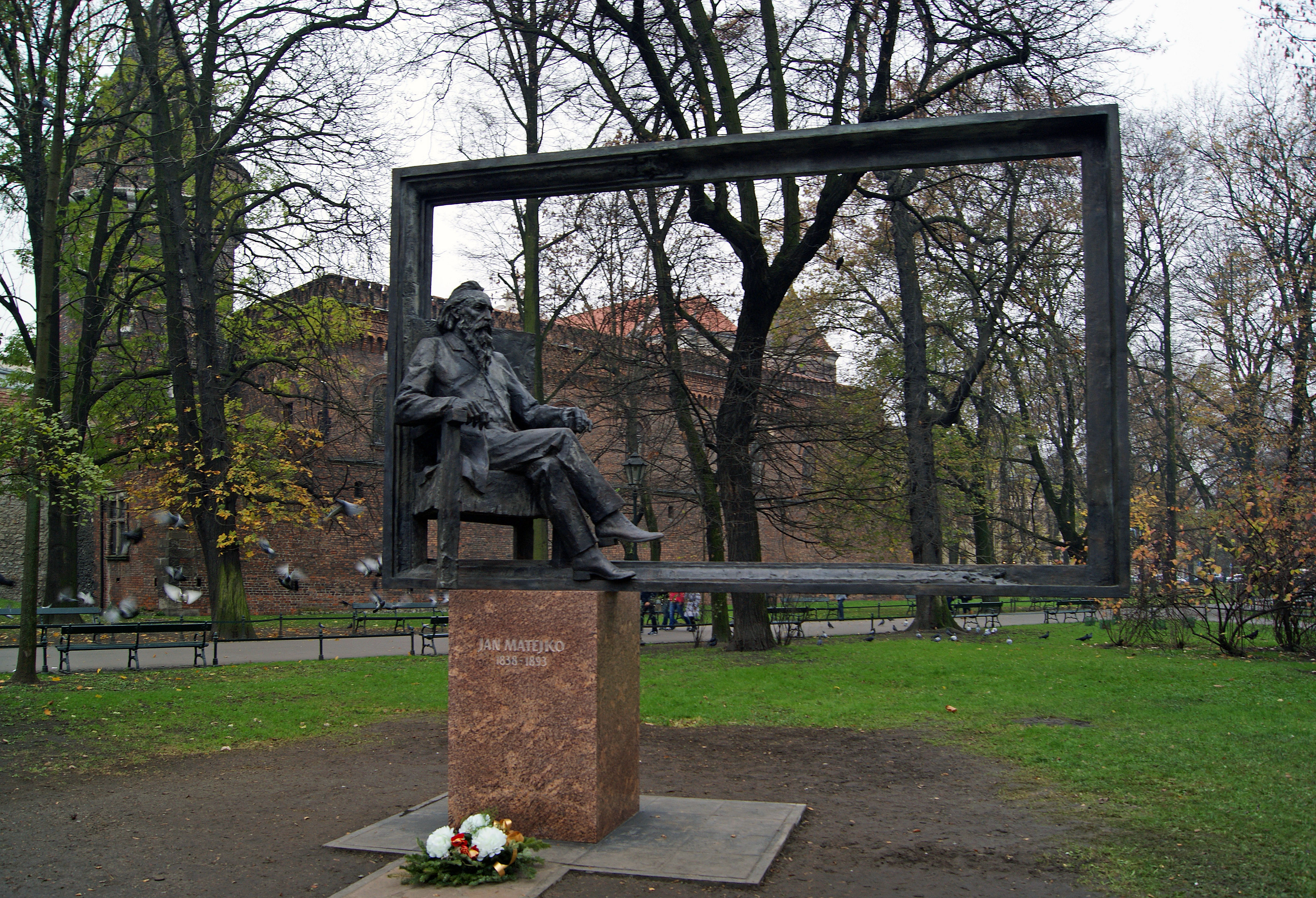
プランティ公園にあるヤン・マテイコの記念碑（クラクフ旧市街バシュトヴァ通り、2013年撮影）

本学は当初の1818年から1873年までヤギェウォ大学文学部の一部であり、〈絵画学校〉（波: Szkoła Rysunku i Malarstwa シュコワ・ルスンク・イ・マラルストファ ）と呼ばれていた。教師のアントニ・ブロドフスキ、フランチシェク・クサヴェル・ランピは、立憲王国時代のポーランドにおける世界的な風景画家および肖像画家でポーランド新古典主義者であり、卒業生で知名度による筆頭はヴォイチェフ・コルネリ・スタトレル（1800年-1875年）で、のちにヤン・マテイコの師となった。ほかにポーランドロマン主義時代の馬術の達人でもあったピョートル・ミハウォフスキ（1800年-1855年）などが在籍した。
1873年にASPは高等教育機関として独立し〈美術アカデミー〉（波: Szkoła Sztuk Pięknych シュコワ・シュトゥク・ピェンクヌフ ）と改称した。新しく初代学長にヤン・マテイコを迎え、19世紀ポーランドで群を抜いて優れた風景画家であったヤン・ネポムツェン・グウォヴァツキ（1802年-1847年）、ウィーン美術アカデミーの会員フロリアン・ツンク（1838年-1912年）、アレクサンデル・グルグレフスキ（1833年-1879年）、レオポルド・ロフラー（1830年頃-1898年）など当代の著名な画家を教授として招いた。1879年、現・マテイコ広場に本館を建設することになり、設計にマチェイ・モラチェフスキ（1840年-1928年）による新古典主義に基づく計画が選出された。1893年から1895年に学長を務めたウワディスワフ・ウシュチキェヴィチ（生1828年-没1900年）は、クラクフの記念建築物管理委員会の一員であり幅広い教育的背景を備えた人物である。
1893年にマテイコが死去したのち、1895年にASPの次期学長にユリアン・ファワトが選任され1909年までこれを務めた。ファワトは現代西方美術哲学に造詣の深い指導者らを雇い、アカデミーを新しい方向へと導いた。とりわけ、テオドル・アクセントヴィチ、「ポーランド象徴主義」（ムウォダ・ポルスカ）と「ポーランド芸術界における近代主義の父」と呼ばれたヤチェク・マルチェフスキのほか、ヤン・スタニスワフスキ、レオン・ヴチュウコフスキ、コンスタントゥ・ラシチカ、ユゼフ・メホフェル、あるいはヨーロッパにおいて初めて画家・詩人から内装設計まで全ての分野で活動した作家スタニスワフ・ヴィスピャンスキや、ヴォイチェフ・ヴァイス、ユゼフ・パンキェヴィチらが著名である。
アカデミー創立100周年を迎えた1979年、その芸術的遺産に多大な貢献をもたらした創立者および初代学長ヤン・マテイコを記念して名称を変更した。その30年後の2008年にはグラフィックデザインの国際評議会「イコグラーダ」に加盟し、ポーランド初の参加組織となった。

## 脚注

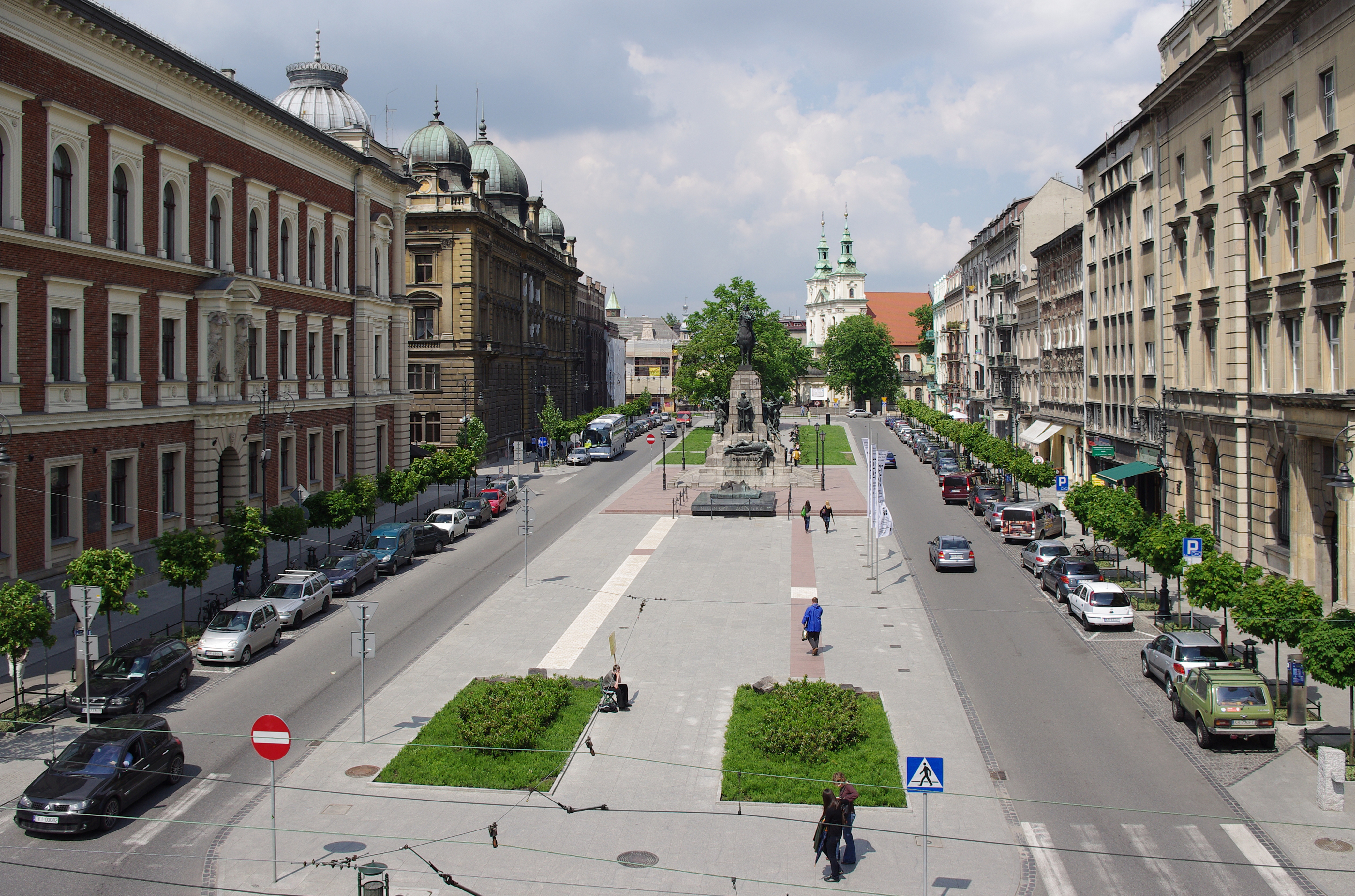
マテイコ広場

## 学部
| - 絵画学部 - 絵画学科 - ドローイング学科 - 付加専門学科 - 舞台美術学科 - 彫刻学部 - 彫刻学科I、II - ドローイング学科 - 建築彫刻意匠学科 - 内装意匠学部 - 複媒体学部 | - 工業意匠学部 - 視覚伝達学科 - プロダクトデザイン学科 - グラフィックアート学部 - グラフィックアート学科 - グラフィックデザイン学科 - 絵画学科 - 芸術保存学部 - 学際的美術史学部 |

## 著名な教員
- ミウォシュ・ホロドゥスキ（英語版）

## 著名な卒業生
姓名の50音順。
| - テオドル・アクセントヴィチ - ブロニスワフ・アブラモヴィチ - ヴォイチェフ・ヴァイス - スタニスワフ・ヴィスピャンスキ - レオン・ヴチュウコフスキ - タデウシュ・カントル - ズブルト・グジュヴァチ - ヘンリク・ゴットリブ - ヴィルヘルム・サスナル - マリウシュ・ザルスキ - ボグスワフ・シュヴァチ - アダム・ストゥジンスキ - チェスワフ・スワニア - ゾヤ・トロフィミゥク - イヴァン・トゥラーシュ - アブラハム・ヌーマン - イェジー・ノヴォシェルスキ | - ヴォイチェフ・イエジー・ハス - ユゼフ・パンキェヴィチ - ザムエル・ヒルスツェンベルク - スタニスワフ・プシェスポレフスキ - タデウシュ・ブジョゾフスキ (画家) - ロマン・ペトロヴィッチ - ヴワディスワフ・T・ベンダ - ロマン・ポランスキー - タデウシュ・マコフスキ - アントン・マナストゥルスキ - ヤチェク・マルチェフスキ - イゴール・ミトライ - ヘンリク・ミンキェヴィチ - ユゼフ・メホフェル - エフライム・モーシェ・リリエン - エドヴァルト・リッツ＝シミグウィ - タデウシュ・リヒター - アンジェイ・ワイダ |

| マテイコ | ヴチュウコフスキ | ファワト | マルチェフスキ | アクセントヴィチ | ヴィスピャンスキ |